# Sa'gya
Sa’gya (en tibetano, ས་སྐྱ་རྫོང་།; wylie, sa skya rdzong; literalmente, ‘la Tierra es pálida’; en chino, 萨迦县; pinyin, Sàjiā  xiàn léase Sa-Chiá) es un condado bajo la administración directa de la Prefectura Shigatse en la Región autónoma del Tíbet, República Popular China. Su área es 5748 km² y su población total para 2010 fue cercana a los 50 mil habitantes.

## Administración
El condado de Sa’gya se divide en 11 pueblos que se administran en 2 poblados y 9 villas.